# Amarantka czerwonodzioba
Amarantka czerwonodzioba, amarantka senegalska (Lagonosticta senegala) – gatunek małego ptaka z rodziny astryldowatych (Estrildidae), występujący w Afryce Subsaharyjskiej. Zamieszkuje stepy i sawanny, aż do granic pustyń: na północy Sahary, na południu Kalahari. Nie jest zagrożony wyginięciem.

## Systematyka
Wyróżniono 6 podgatunków L. senegala:
- L. senegala senegala (Linnaeus, 1766) – Mauretania, Senegal i Gambia do zachodniej i środkowej Nigerii;
- L. senegala rhodopsis (Heuglin, 1863) – wschodnia Nigeria, północny i środkowy Kamerun i południowy Czad do Sudanu, zachodniej Erytrei i zachodniej Etiopii;
- L. senegala brunneiceps Sharpe, 1890 – środkowa Etiopia i południowo-wschodni Sudan;
- L. senegala somaliensis Salvadori, 1894 – południowo-wschodnia Etiopia i południowa Somalia;
- L. senegala ruberrima Reichenow, 1903 – Demokratyczna Republika Konga, Uganda i zachodnia Kenia do północno-wschodniej Angoli, północno-wschodnia Zambia i północne Malawi;
- L. senegala rendalli E.J.O. Hartert, 1898 – południowa Angola do Mozambiku na południe do RPA.

## Morfologia
Długość ciała wynosi 9–10 cm, zaś masa 7–12 g. Występuje wyraźny dymorfizm płciowy. Samca na głowie, szyi, brodzie, piersi i brzuchu znakuje kolor różany. Brązowy tył głowy, grzbiet i pokrywy skrzydłowe wyraźnie cechuje czerwonawy odcień. Lotki ciemnobrązowe; lotki II i III rzędu bywają nieco czerwonawe. Kuper, pokrywy nadogonowe i obrzeżenia sterówek u nasady szkarłatne, poza tym sterówki czarnobrązowe. Na boku piersi mogą występować białe plamki. Od środka brzucha w tył, aż do pokryw podogonowych, barwa różana przechodzi w płowobrązową lub płowopomarańczową, najjaśniejszą na pokrywach. Obrączka oczna biała. U samicy czoło i wierzch głowy aż do górnej części grzbietu brązowe lub płowobrązowe. Kantarek czerwony, podobnie jak i obszar nad okiem. Skrzydła, kuper i pokrywy nadogonowe jak u samca. Po bokach głowy pióra są płowobrązowe lub w ciepłym odcieniu brązu, niektóre osobniki na pokrywach usznych i policzkach mają nieco barwy czerwonawej. Spód ciała płowy, im bardziej w tył, tym jaśniejszy. U obu płci dziób jasny z wyraźnie czerwonymi bokami. Osobniki młodociane przypominają dorosłe samice, jednak nie posiadają nigdzie barwy czerwonej.

## Lęgi
Dane pochodzą z niewoli. W ciągu roku wyprowadza 3–4 lęgi. W pojedynczym zniesieniu występuje 3–6 białych jaj. Inkubacja trwa 12–13 dni. Młode są w pełni opierzone po 18–21 dniach od wyklucia i wtedy też stają się samodzielne. W niewoli amarantka czerwonodzioba może opiekować się lęgiem innego gatunku astrylda. W wieku 4–6 miesięcy ptak osiąga ostateczną szatę dorosłą, a w wieku 6 miesięcy osiąga również dojrzałość płciową. Długość życia wynosi 5–6 lat.

## Status
Międzynarodowa Unia Ochrony Przyrody (IUCN) uznaje amarantkę czerwonodziobą za gatunek najmniejszej troski (LC, least concern) nieprzerwanie od 1988 roku. Całkowita liczebność populacji nie została oszacowana, ale ptak opisywany jest jako szeroko rozpowszechniony i pospolity, lokalnie bardzo liczny. Ze względu na brak dowodów na spadki liczebności bądź istotne zagrożenia dla gatunku BirdLife International ocenia trend liczebności populacji jako prawdopodobnie stabilny.